# Guérison sexuelle
Guérison sexuelle (Sexual Healing en VO) est le premier épisode de la saison 14 de la série télévisée South Park.
L’épisode évoque le scandale lié au golfeur Tiger Woods et a pour sujet l’attention que les médias américains ont porté sur cette affaire, avec les analyses et les critiques qu’ils en ont faites. Butters et Kyle sont les personnages principaux de cet épisode.

## Résumé
Après l’affaire qui a touché le golfeur Tiger Woods, la question se pose de savoir pourquoi les gens riches et célèbres, quoique mariés avec de belles femmes, ressentent le besoin de coucher avec d’autres femmes. On décide de dépister l’addiction au sexe parmi les élèves des écoles primaires, dont celle de South Park, ce qui amène à découvrir que Butters, Kenny et Kyle sont « accros au sexe ». Butters développe une obsession pour les buissons, Kenny s’adonne à des pratiques plus que dégradantes et Kyle se demande à quel point il est accro au sexe.
Entretemps, Stan et Cartman jouent au jeu de golf de Tiger Woods. En fait il s’agit d’un jeu de combat opposant Woods à sa femme, la raison de la dispute étant l’infidélité de ce dernier. Butters, Kenny et Kyle doivent suivre un cours qui permet aux célébrités de soigner leur addiction ; le président Obama est saisi du dossier, qu’il va tenter de résoudre à sa façon.

## Caricatures
- Barack Obama
- Tiger Woods
- Charlie Sheen
- Bill Clinton
- David Letterman
- David Duchovny (doublé dans la VF par Georges Caudron, qui le double notamment dans X Files ou Californication).
- Michael Jordan
- Kobe Bryant
- Michael Douglas
- Ben Roethlisberger